# Tuinen van Mien Ruys

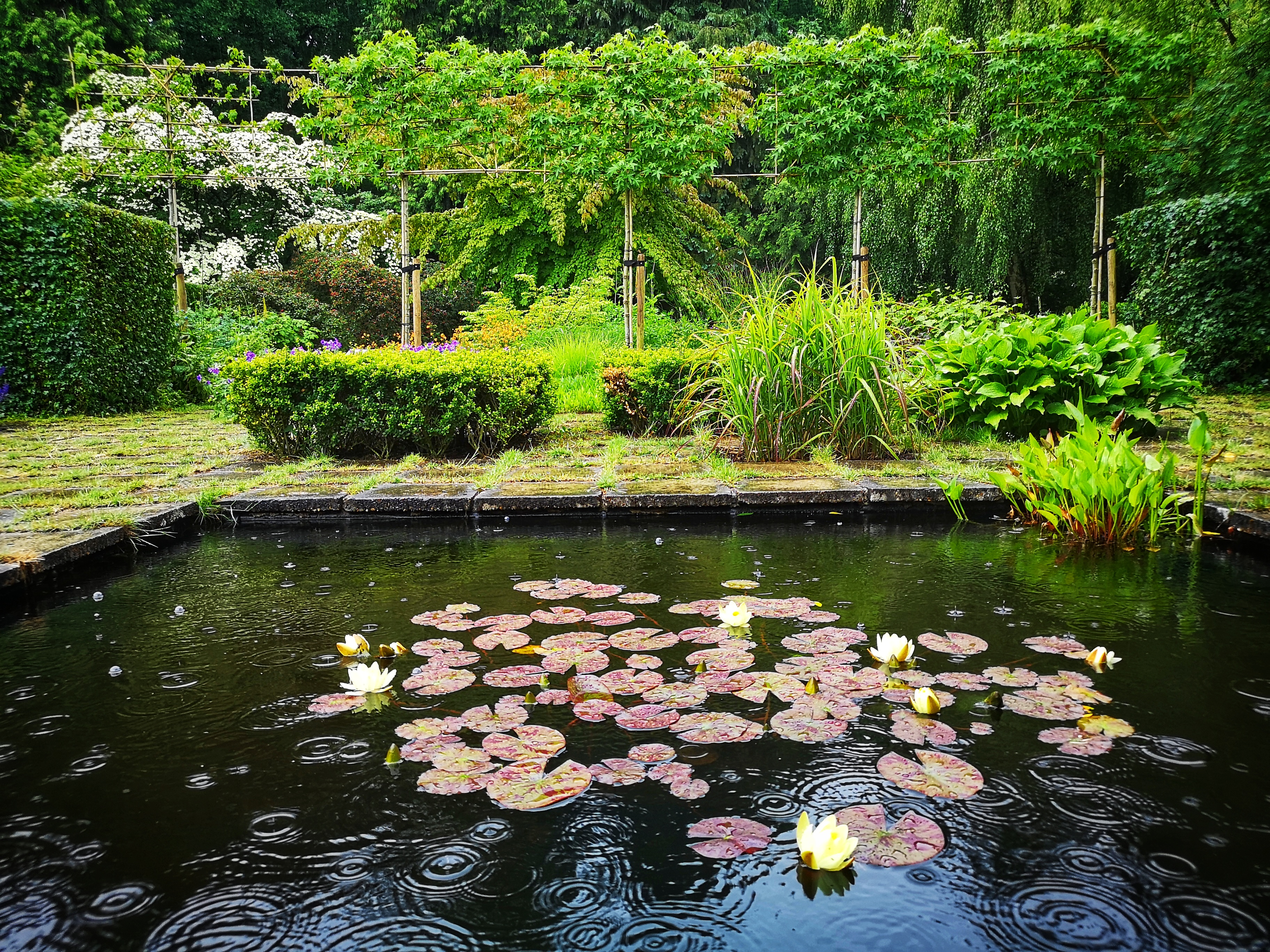

De Tuinen van Mien Ruys zijn een reeks van 28 stijltuinen van de internationaal bekende Nederlandse tuinarchitecte Mien Ruys. De tuinen bevinden zich in Dedemsvaart, de geboorte- en werkplaats van Mien Ruys. Ze zijn door haar aangelegd volgens zowel oude als nieuwe tuinideeën en beplant met uitgebalanceerde combinaties van planten. Behalve als demonstratietuinen, dienden ze ook voor het beproeven van beplanting en tuinmaterialen. De tuinen vormen nog steeds een bron van inspiratie voor liefhebbers.
Sinds 1976 worden de tuinen onderhouden door de Stichting Tuinen Mien Ruys. Er is onder meer een beeldentuin, met wisselende exposities. In het theehuis, met terras en met een uitgebreide leestafel met naslagwerken, kan men ook terecht voor informatie. Er worden cursussen gegeven en lezingen gehouden.
Tien van de tuinen zijn sinds 2004 erkend als rijksmonument:
- Verwilderingstuin (1924)[2]
- Bank bij Waterbol
- Oude Proeftuin (1927)[3]
- Watertuin (1954)[4]
- Confectieborders (1960)
- Verdiepte tuin (1960)
- Zonneborders (1960)
- Vijvertje met riet (1960)
- Stadstuin (1960)
- Schaduwborders (1960)

## Fotogalerie

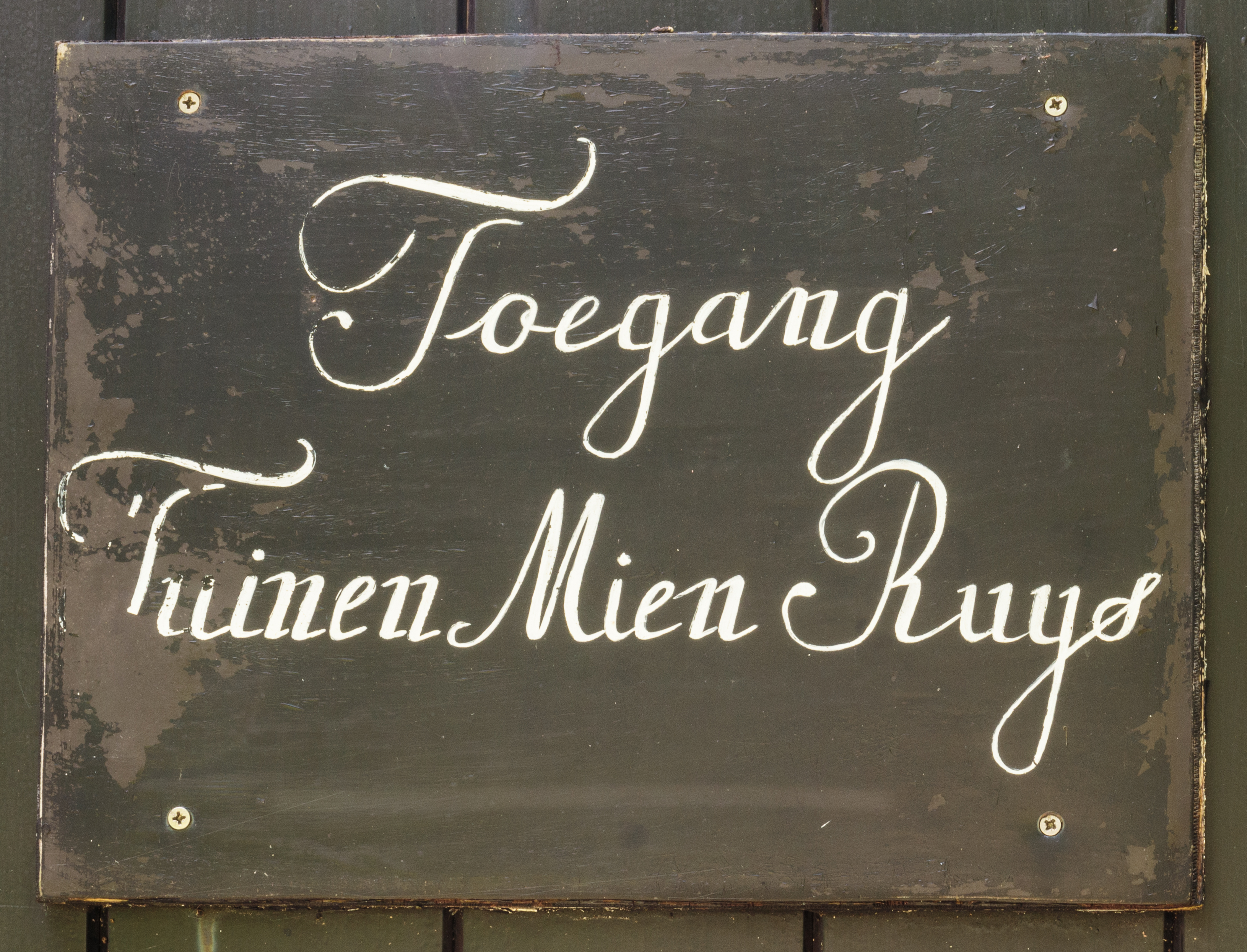
Toegangsbord
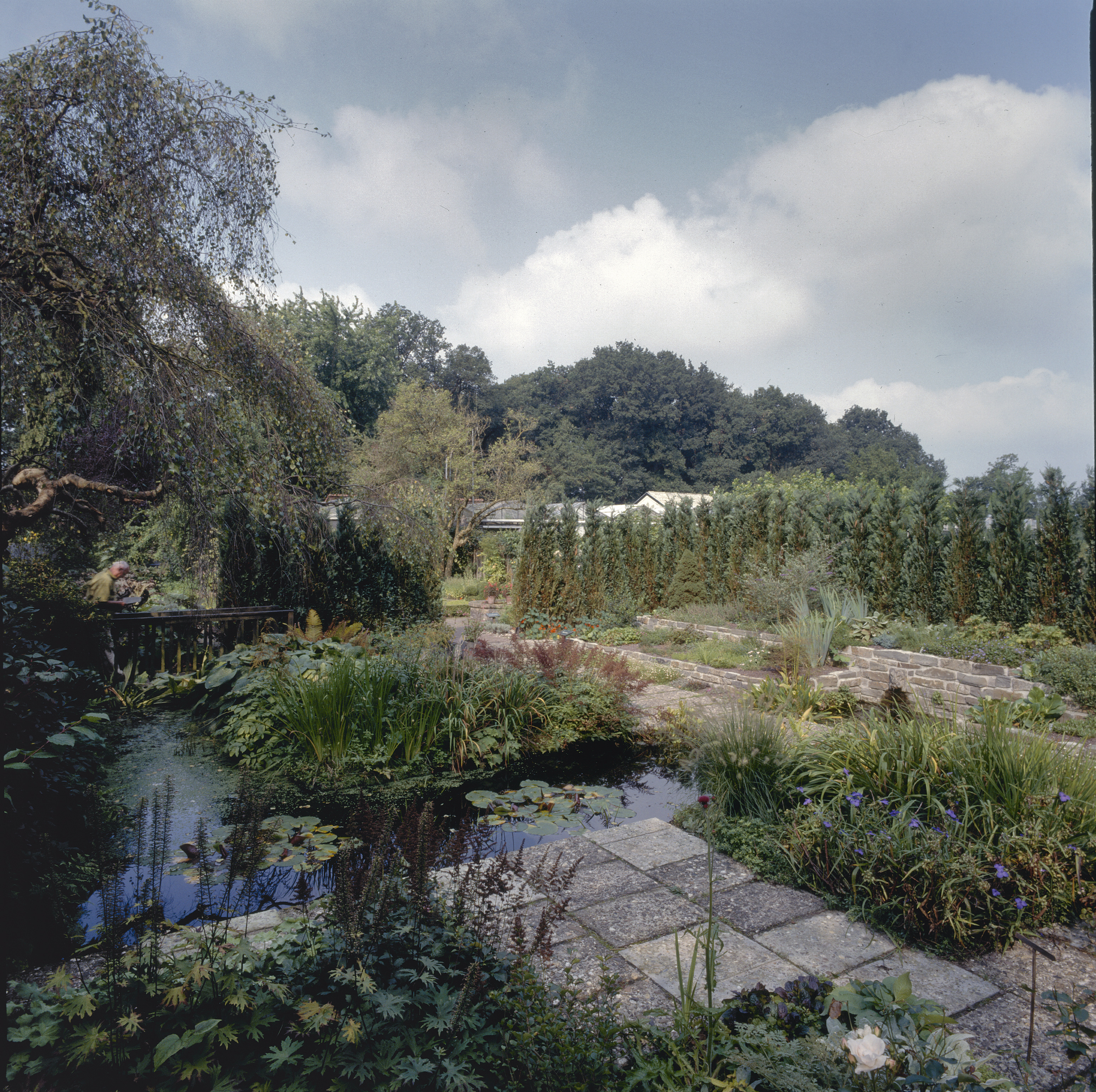
De Watertuin uit 1954
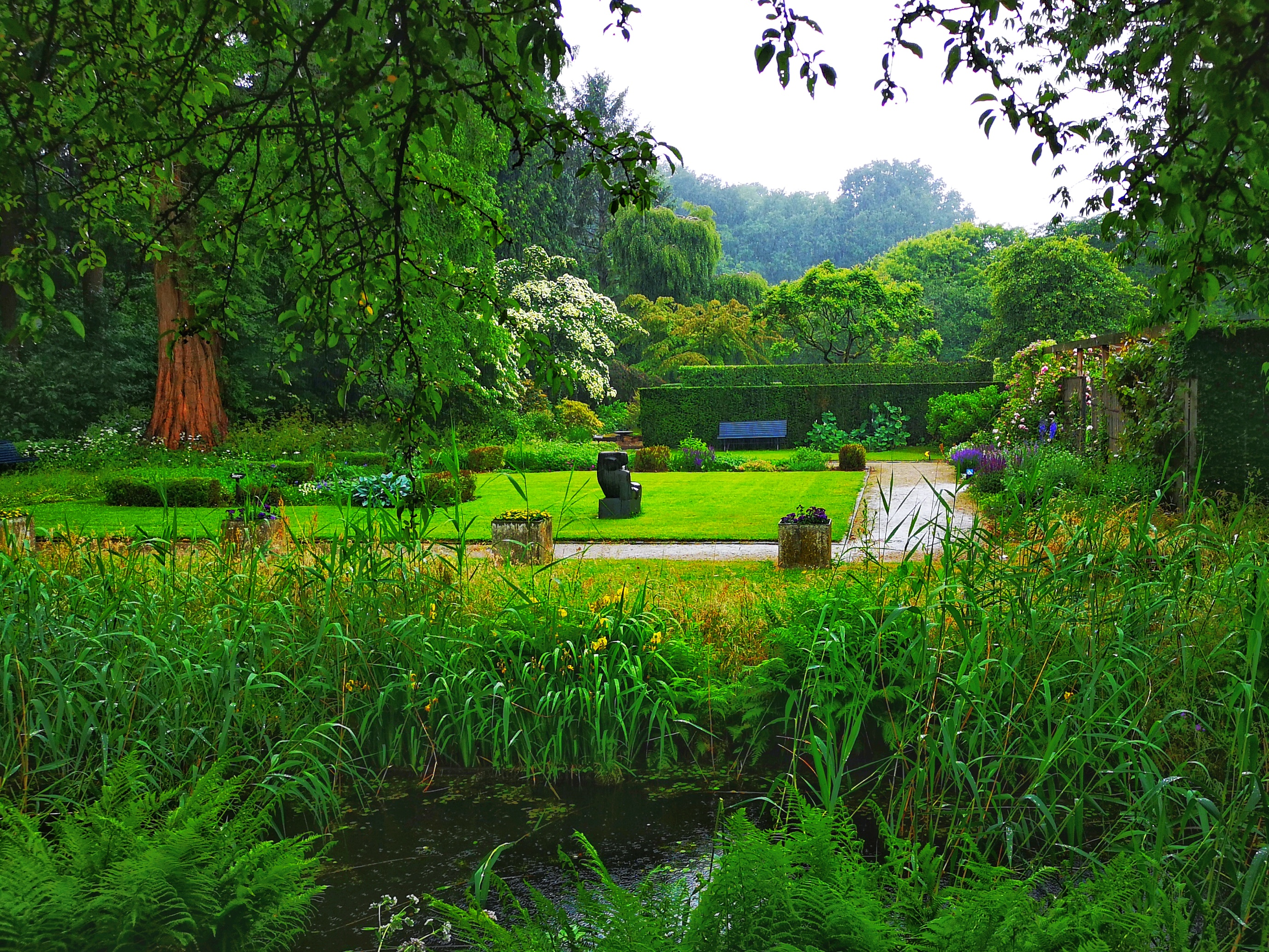
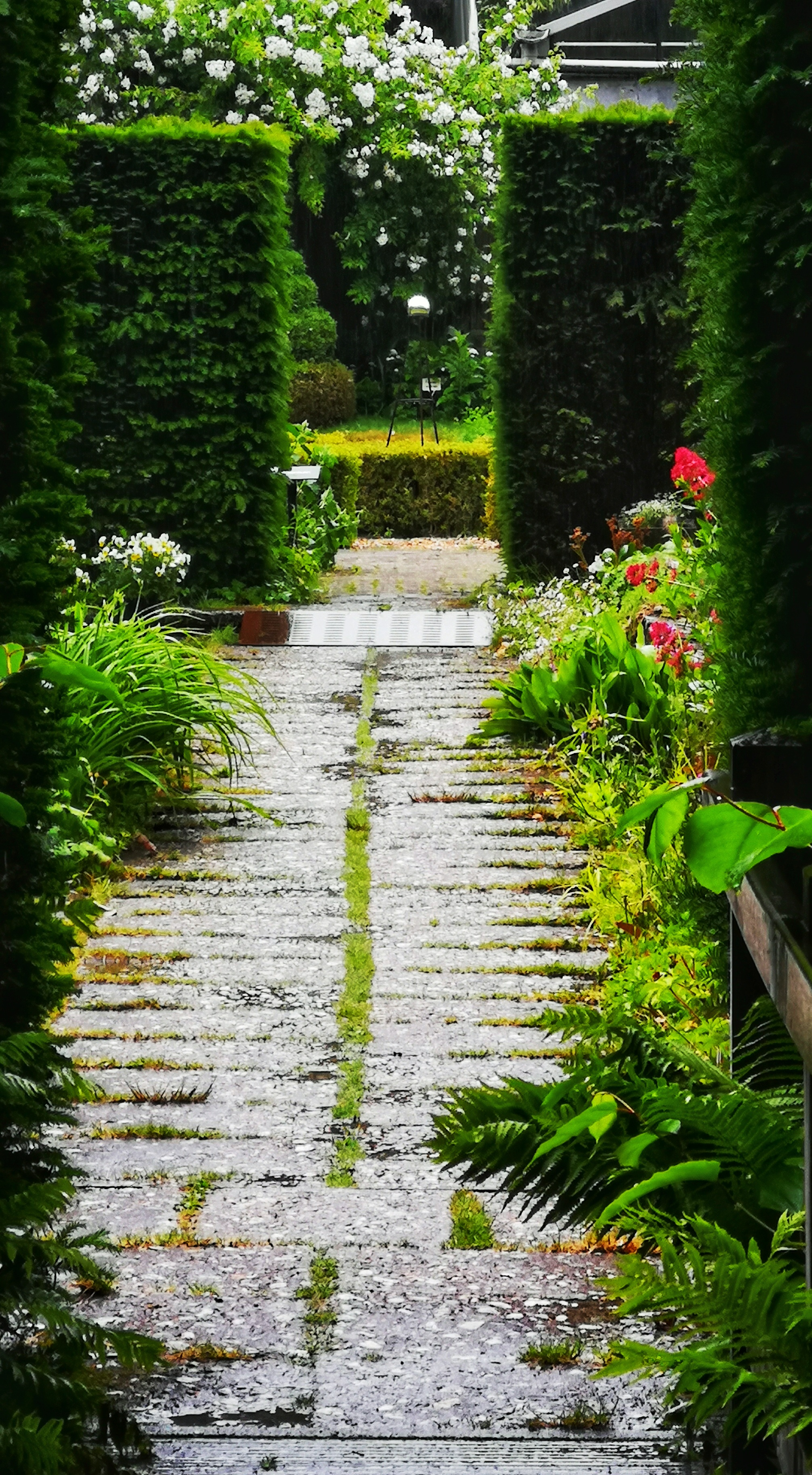
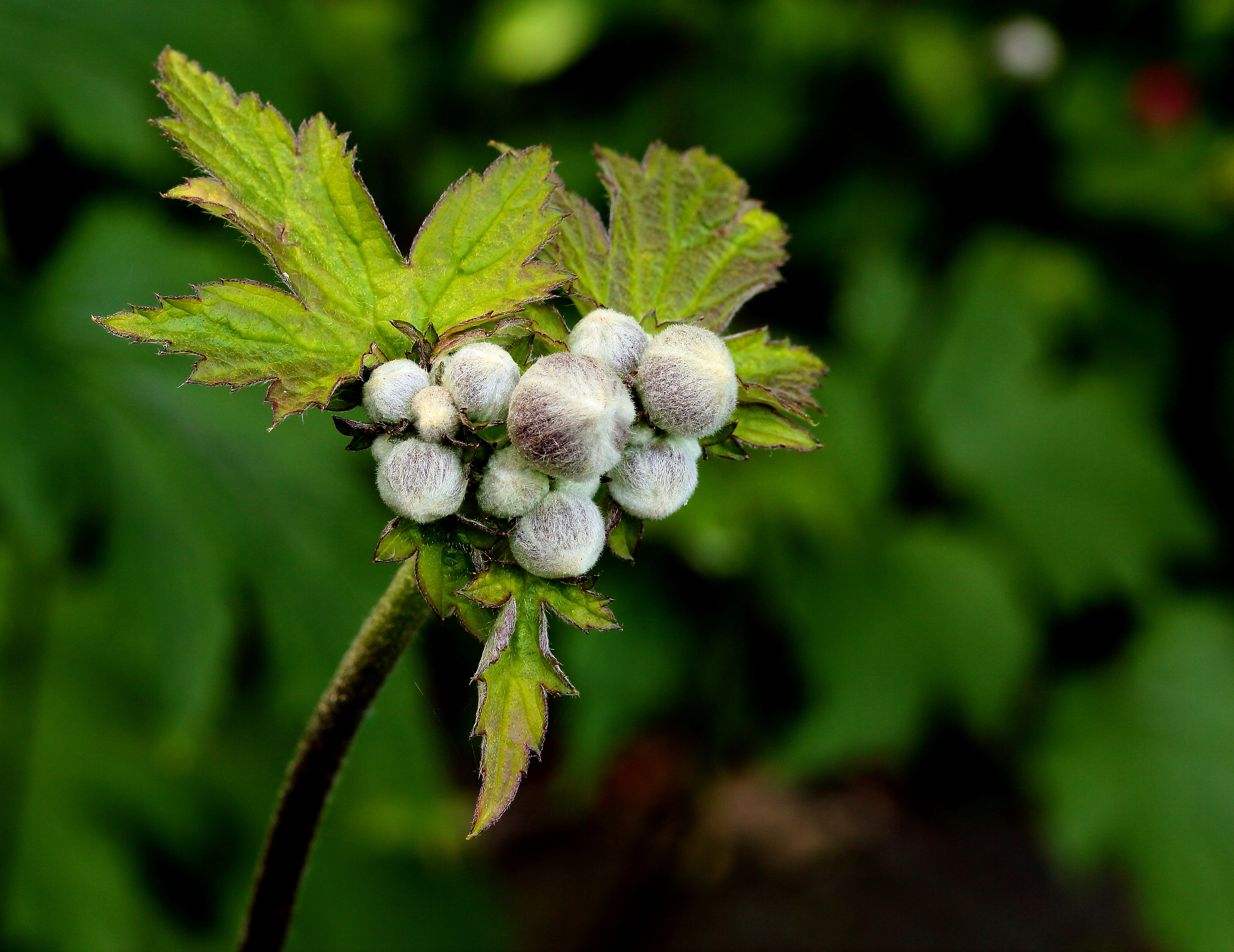
Anemone tomentosa 'Albadura'
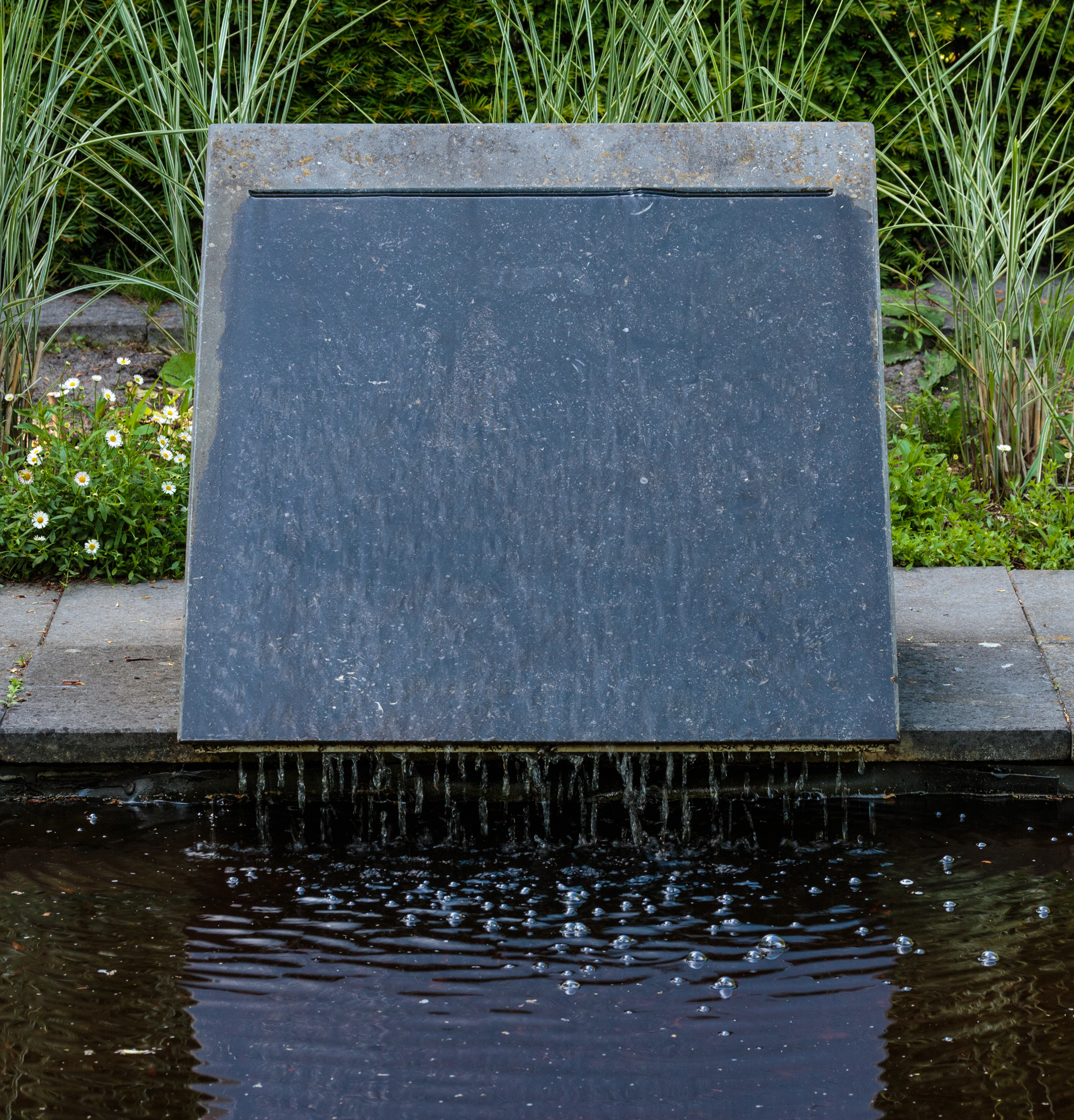
Strakke waterval
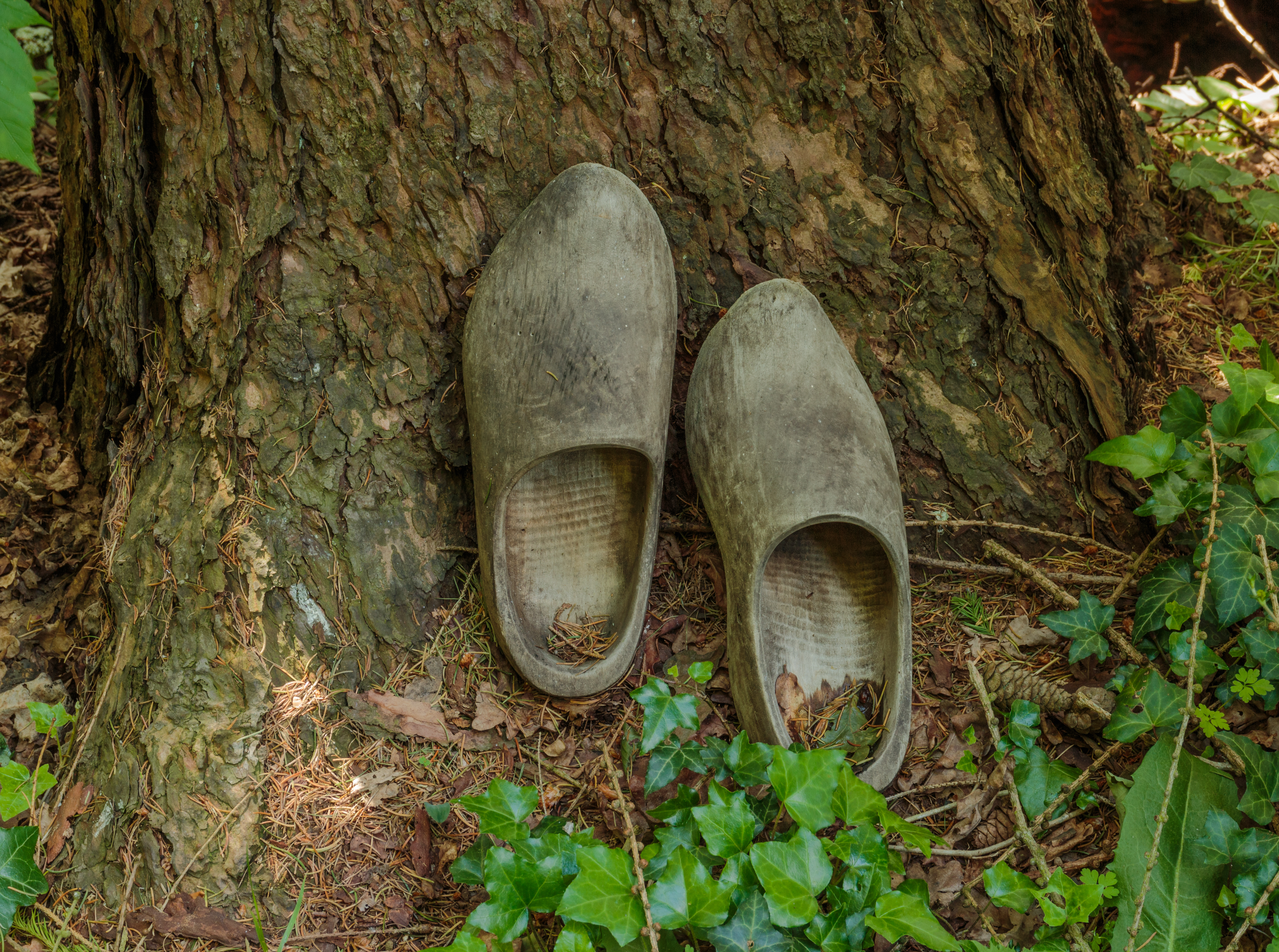
Paar klompen in de tuin